# Libiąż
Libiąż é um município da Polônia, na voivodia da Pequena Polônia e no condado de Chrzanów. Estende-se por uma área de 35,88 km², com 22 560 habitantes, segundo os censos de 2016, com uma densidade de 395 hab/km².